# Willi Hammelrath
Wilhelm Leo Maria „Willi“ Hammelrath (* 13. April 1893 in Ronsdorf (heute Wuppertal); † 31. August 1966 in Karlsruhe) ist der Gründer der Arbeiterhochschule Burg Vondern, einer der ersten Volkshochschulen nach dem Zweiten Weltkrieg.

## Leben
Er war der älteste Bruder von drei weiteren Geschwistern: Maria „Mia“ Theissen, geb. Hammelrath, Leo (Wilhelm Maria) Hammelrath und Toni Menzinger. Sein Vater war Lehrer, später Rektor in Düsseldorf, der sich früh einen Namen machte, vor allem durch seine Aktivitäten im Zusammenhang mit dem deutsch-französischen Jugendaustausch, der den Beginn des Ersten Weltkrieges überdauerte. Nach dem Abitur 1910 studierte Hammelrath zunächst Theologie in ’s-Heerenberg und Valkenburg in den Niederlanden und wurde Mitglied des Jesuitenordens. Im Ersten Weltkrieg diente er vier Jahre als Sanitäter und war an allen Fronten eingesetzt. Nach dem Krieg nahm er sein Studium wieder auf und schloss mit dem D. Romanus ab. Danach studierte er Kunstgeschichte und Geschichte und schloss das Studium als Dr. phil. ab.
Die Erlebnisse im Ersten Weltkrieg und der Kriegstod seines Bruders, der trotz der Frankophilie der Familie begeistert in den Krieg gezogen war, prägten fortan sein Denken und Wirken.
Nach dem Studienabschluss nahm er mehrere Gelegenheitsarbeiten (u. a. unter Tage im Bergbau) an und trat, mit ausdrücklichem Dispens der Ordensoberen, aus dem Jesuitenorden aus. Obwohl er früh auch aus der Kirche austrat, pflegte er bis zu seinem Tode intensiven Umgang mit dem Neuen Testament, das er im Urtext las. Diese Haltung ermöglichte auch lebenslange Freundschaften mit ehemaligen Ordensbrüdern, von welchen die mit dem späteren Kurienkardinal Augustin Bea die bemerkenswerteste war.
In der Folgezeit begab er sich auf Reisen nach Palästina, Ägypten, Russland und auf den Balkan. 1927, zusammen mit seiner späteren Ehefrau Margarete, unternahm er eine einjährige große Schwedenreise. Im September 1928 war die Geburt des ersten Sohnes (Fro), zwei weitere Kinder (1933 Tochter Urd, 1937 Sohn Alf) folgten. Er war prominentes Mitglied der so genannten „Vagabundenbewegung“, der „Liga der Heimatlosen“ des Gregor Gog.

## Politisches
Willi Hammelrath war nie Mitglied einer Partei. Er arbeitete in den 1920er Jahren regelmäßig an der Wochenzeitung Das Neue Volk, dem Parteiblatt der Christlich-Sozialen Reichspartei (CSRP) um Vitus Heller, mit. Bei dieser Partei handelte es sich um eine Abspaltung der Zentrumspartei, die sich nach 1926 radikalisierte und die Weimarer Republik von einer linkskatholischen Position aus kritisierte. Hammelrath vertrat diese Partei u. a. auf einer Kundgebung des Bundes der religiösen Sozialisten im November 1928 in Wien. Im „roten Blatt der katholischen Sozialisten“ und in der Schriftenreihe der CSRP veröffentlichte er, nachdem er die junge Sowjetunion hatte bereisen können, begeisterte Berichte über Sowjetrussland. Die dortige Entwicklung, deren Erfolgsaussichten er andererseits freilich durchaus skeptisch bewertete, erschien ihm als möglicher Gegenentwurf zur „Herrschaft des Geldsacks“ und als Ausgangspunkt für die Erschaffung einer neuen Welt. Den Klassenkampf betrachtete er – der gelernte Historiker – als Freiheitskrieg, der die Aristokratie des Geldes und Besitzes durch eine „Aristokratie der Tat, des Heldentums“ ersetzen werde. Die Kollektivierung der Landwirtschaft, die in den Augen vieler als radikale und soziale Bodenreform erschien, und eine sozialistisch organisierte Wirtschaft schienen ihm geeignete Grundlagen für die Schaffung einer von Ausbeutung freien Gesellschaft. Diese Utopie war direkte Folge seiner Verarbeitung des Ersten Weltkrieges.
In den Jahren der Depression verdiente er den Unterhalt für seine kleine Familie und sich mit allerlei Gelegenheitsarbeiten, Rundfunkvorträgen, journalistischer Tätigkeit, Klavierstimmen, Gartenarbeit.

## Bis zum Ende des Zweiten Weltkriegs
1931 nahm er in Wien eine Stellung zunächst als Diener, später als Privatsekretär bei einem jüdischen Rechtsanwalt und engen Vertrauten und Berater des damaligen österreichischen Bundeskanzlers Ignaz Seipel, Gottfried Kunwald an. Nach dem Anschluss Österreichs an das Dritte Reich, der zur völligen Vernichtung seines Arbeitsumfeldes führte, wurde er zunächst durch die Nazis verhaftet. Er war der einzige „Arier“ unter jüdischen Kolleginnen und Kollegen und wurde in der Haft deswegen zum „Ehrenjuden“ ernannt, in Anlehnung an die von den Nazis ernannten „Ehrenarier“.
Danach folgte die Annahme einer Stelle als Lehrer und Erzieher an der Schule Burg Nordeck. Während dieser Zeit legte er sein Staatsexamen in den Fächern Deutsch, Latein, Geschichte an der Universität Gießen ab. Das Angebot einer Universitätslaufbahn lehnte er ab, da es mit dem Ansinnen verbunden war, sich einer NS-Gruppierung anzuschließen.

## Nach dem Zweiten Weltkrieg
Ab 1940 war er in Braunschweig als Direktionsassistent der „Luftfahrtforschungsanstalt“ tätig. Der Betrieb war rüstungswichtig, aber die meisten Wissenschaftler waren antinazistisch eingestellt.
Nach dem Zweiten Weltkrieg wurde Hammelrath von 1945 bis 1948 Leiter des Pädagogiums Bad Sachsa im Südharz, eines privaten Instituts. Die Zeit war geprägt von Nachkriegsproblemen. Kriegsheimkehrer machten ihr Abitur und viele Internatsschüler waren Opfer von Flucht und zerrissenen Familien. Die Funktion als Schul- und Internatsleiter hatte für ihn ein Ende, als nach der Währungsreform 1948 die Familie Kulenkampff als ehemalige Inhaber des Nordwolle-Konzerns die Schule übernahmen.
1948 gründete er die „Arbeiterhochschule Burg Vondern“ in Oberhausen im Rheinland, einer der ersten Neugründungen einer Volkshochschule nach dem Zweiten Weltkrieg. Sie war die Vorläuferin der späteren Städtischen Volkshochschule Oberhausen, die dann von Hilmar Hoffmann übernommen wurde. Während dieser Zeit betätigte er sich als Lehrer am später so genannten Novalis-Gymnasium in Oberhausen (heute Bestandteil des Heinrich Heine Gymnasiums). Gleichzeitig betätigte er sich intensiv in der Erwachsenenbildung (so an der VHS Oberhausen mit Kursen in Philosophie und Literatur, Geschichte und Kunstgeschichte), insbesondere bei Bergarbeitern, auch in anderen Städten des Ruhrgebiets. Dabei faszinierte er seine Zuhörer durch seine Modernität, seinen weiten geistigen Horizont und die Fähigkeit, aus dem Stegreif druckreife Sätze zu formulieren. Von 1959 bis 1966 gab er Zeitschrift „Mucki Moor – Für unsere Fußballjungen“ heraus.
Wegen seines unsteten Berufslebens hatte Hammelrath kein Anwartschaft auf eine Rente, so dass er bis zu seinem Tode arbeitete. Im Jahre 1958 nahm der im Alter von 65 Jahren eine neue Tätigkeit auf. Er wurde Leiter des Waisenhauses in Bad Niederbreisig, das am 9. Juli 1905 als „5. Reichswaisenhaus zu Niederbreisig am Rhein“ eröffnet worden war. Nachdem es mit dem Träger zu einem Meinungseklat gekommen war, ging er aber ein Jahr später zurück – und wurde unverzüglich an derselben Schule wieder Lehrer. Im Alter von 73 Jahren starb Willi Hammelrath am 31. August 1966 in Karlsruhe.

## Werke
- Russland : Der Aufbruch eines Volkes. – Würzburg : Verl. Das neue Volk, 1927
- Proletarische Einheit und Christen, Sonderdruck aus Die Einheit 1927
- Begegnungen (zusammen mit Margarete Hammelrath) – Würzburg, Das Neue Volk, 1929
- Frohbotschaft, Köln 1931
- Weltstraßen und Waldpfade. (zus. mit Margarete Hammelrath) – Brixlegg : Heimat-Verl. und Matthias-Grünewald-Verlag, Wiesbaden 1937
- Beitrag in: Fritz Rechfelden (Hrsg.): Der Bogen Ein Almanach 1937–1947, Salzburg-Brixlegg-Innsbruck, Heimat-Verlag Fritz Rechfelden, 1947
- Auf dem Wege – Ein Buch der Lebenskunst, Nürnberg, Glock und Lutz, 1949 (1.), 1953 (2.)
- Volksbildung – Arbeiterbildung. – Nürnberg : Glock und Lutz, 1954
- Zahlreiche Beiträge in Zeitungen und Zeitschriften, z. B.: Das Neue Volk, Das Rote Blatt der katholischen Sozialisten, Natur und Kultur sowie unter Pseudonym (W. Gotthard) in diversen katholischen Blättern. Außerdem bemerkenswert: Mitarbeit beim Westdeutschen Fußballverband – Herausgabe der Jugendzeitschrift Mucki Moor.

## Einzelnachweis
1. ↑  Fritz Hüser 1908–1979 Briefe, Fritz-Hüser-Gesellschaft (Hrsg.), Asso-Verlag, Oberhausen 2008, S. 394

| Personendaten    | Personendaten                               |
| ---------------- | ------------------------------------------- |
| NAME             | Hammelrath, Willi                           |
| ALTERNATIVNAMEN  | Hammelrath, Wilhelm Leo Maria               |
| KURZBESCHREIBUNG | Gründer der Arbeiterhochschule Burg Vondern |
| GEBURTSDATUM     | 13. April 1893                              |
| GEBURTSORT       | Ronsdorf (heute Wuppertal)                  |
| STERBEDATUM      | 31. August 1966                             |
| STERBEORT        | Karlsruhe                                   |